# المناظر الطبيعية الشتوية في الفن الغربي

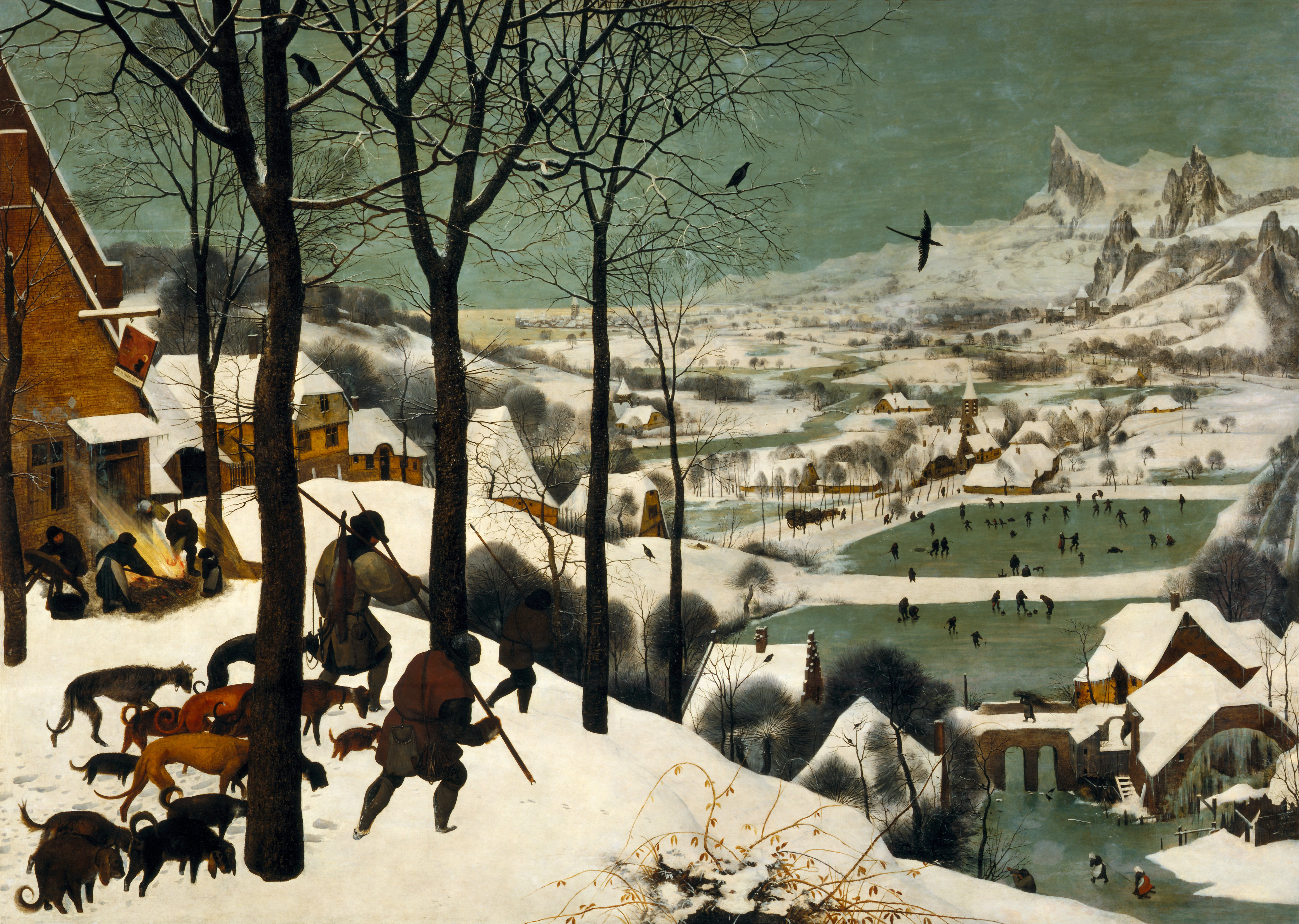
لوحة للفنان Pieter Bruegel

بدأ تصوير المناطق الطبيعية الشتوية في الفن الغربي في القرن الخامس عشر. لم تظهر المناظر الطبيعية الشتوية والثلجية في اللوحات الأوربية القديمة، إذ إن معظم الموضوعات كانت دينية وتجنب الرسامون المناظر الطبيعية للسبب نفسه. بدأت الرسوم الأولى للثلج بالظهور في القرنين الخامس عشر والسادس عشر.
اللوحات التي تعرض الثلج موضوعًا هي غالبًا لوحات لمناظر طبيعية، حتى لو كانت بعض هذه الأعمال تتضمن مناظر طبيعية دينية أو حتى خيالية.
معظم هذه المناظر الطبيعية الشتوية في تاريخ الفن هي تصوير في الهواء الطلق لمشاهد الشتاء، وذلك باستخدام جودة ضوء الشتاء الرمادي لخلق جو شتوي خاص. يعد تصوير الثلوج في أوروبا موضوعًا أساسيًا في شمال أوروبا.

## القصة

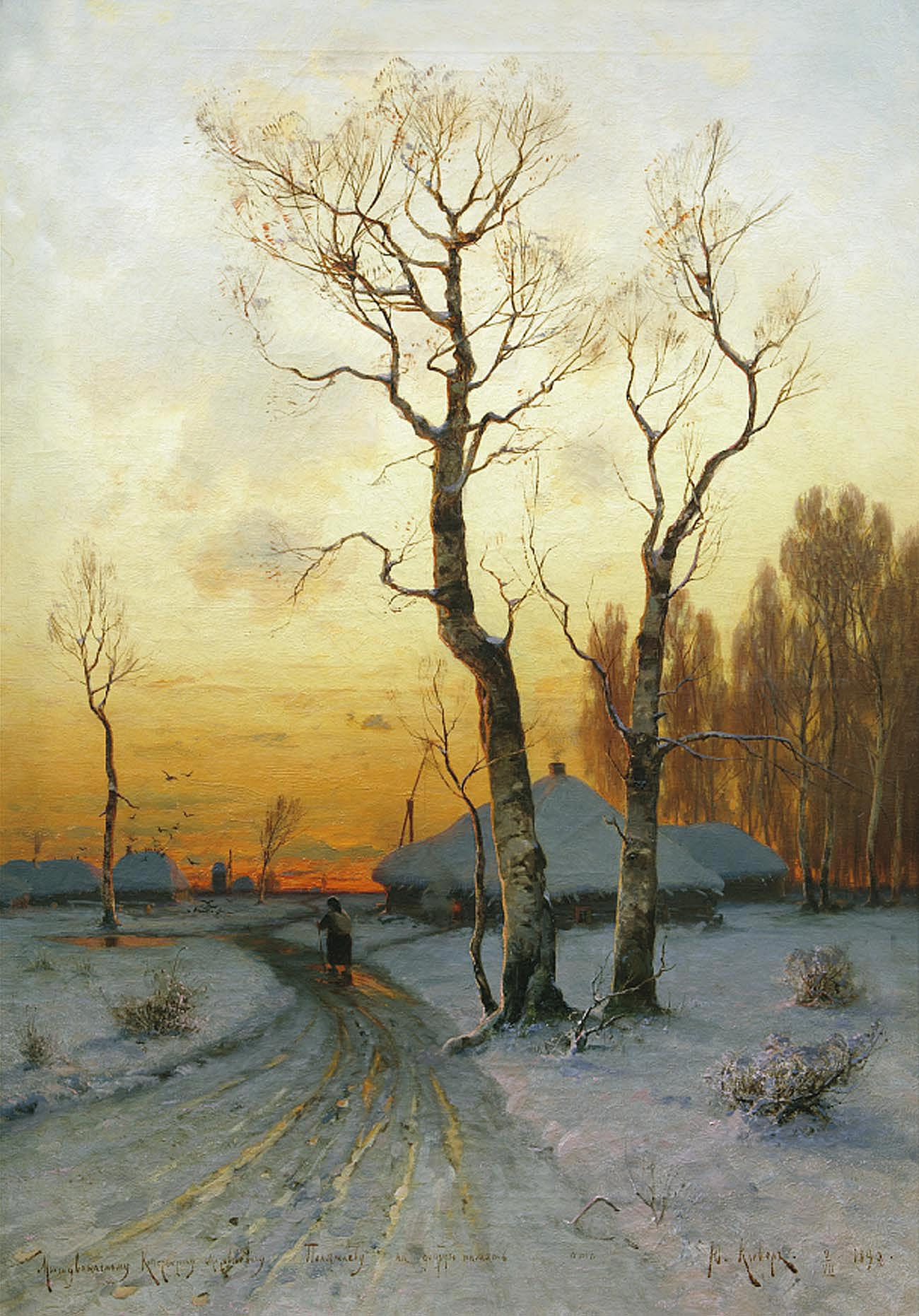
ذوبان الجليد على الطريق

### بين عصر النهضة وعشية الرومانسية
عمومًا لم يرسم الرسامون الأوروبيون الأوائل الثلج لأن معظم لوحاتهم كانت لموضوعات دينية. ظهرت أولى العروض الفنية للثلج في القرنين الخامس عشر والسادس عشر. نظرًا إلى أن التساقط المتكرر للثلوج هو جزء من الشتاء في دول شمال أوروبا، فقد بدأ تصوير الثلج في أوروبا أولًا في دول شمال أوروبا.
منذ أوائل القرن الخامس عشر، كان الفنانون يمثلون المشاهد الشتوية في أجزاء من الأعمال النحتية الكبيرة على الكنائس وحتى على نطاق أصغر في النصوص التعبدية الخاصة مثل كتاب «الساعات»، ومجموعة من النصوص التعبدية والأدعية والمزامير. غالبًا ما كانت هذه المخطوطات المزخرفة مثل أعمال الشهور، وهي دورة من 12 لوحة توضح الحياة الاجتماعية، والمهام الزراعية، والطقس، والمناظر الطبيعية لكل شهر من شهور السنة. يظهر شهري يناير وفبراير بنحو نموذجي على شكل ثلجي، كما هو الحال في فبراير في الدورة الشهيرة لـ «الساعات الغنية جدًا لدوق بيري»، الموضحة في الفترة من عام 1412 إلى عام 1416. تظهر بعض المشاهد الثلجية أيضًا في مجموعة من اللوحات الجدارية التي تعود إلى أوائل القرن الرابع عشر، التي أنشأها السيد «وينسيسلاس» لقصر الأسقف في «ترينتو»، التي تُظهر أشخاصًا يرمون كرات الثلج على بعضهم بعضًا، وبتفاصيل عن تأثيرات «أمبروجيو لورنزيتي» للحكم الصالح في المدينة والريف (1337-1339). في ذلك الوقت، لم تكن المناظر الطبيعية قد تطورت بعد بوصفها نوعًا في الفن، وهو ما يفسر ندرة مشاهد الشتاء في لوحات العصور الوسطى. لم يُصوَّر الثلج في الفن إلا في حالة وجود سياق له، كما هو الحال في أشهر الشتاء في التقويمات. خلال أوائل عصر النهضة الشمالية وحتى أكثر خلال العصر الذهبي الهولندي في القرن السابع عشر، كان الاهتمام برسم المناظر الطبيعية يتزايد. قيل إن شتاء 1564-1565 كان الأطول والأكثر شدة لأكثر من مئة عام (بداية فترة باردة في شمال أوروبا تسمى الآن العصر الجليدي الصغير). على مدار الـ 150 عامًا التالية، كان الشتاء في شمال أوروبا ثلجيًا وقاسيًا نسبيًا. أدى فشل المحاصيل، وتساقط الثلوج بغزارة، وتطور الأنهار الجليدية التي استهلكت مراعي وقرى جبال الألب، إلى جعل العصر قاتمًا بالنسبة إلى الفلاحين الأوروبيين.
في وقت مبكر من شتاء عام 1565 القارس، رَسم «بروغل» لوحة «الصيادون في الثلج»، التي تعد أول لوحة حقيقية للمناظر الطبيعية في فصل الشتاء. كانت جزءًا من سلسلة توضح الأشهر، وهو شيء مشابه من حيث الموضوع لكتب الساعات الفلمنكية التقليدية على سبيل المثال ساعات غنية جداً لـ «دوق بيري»، إضافة إلى صائدو الثلوج «من ديسمبر إلى يناير»، تضمنت الحصاد «أغسطس». يصور الصيادون حياة القرية في بيئة فلمنكية مغطاة بالثلوج، ولا يُظهر فقط الصيادين الذين يمشون مع كلابهم بحثًا عن اللعبة، ولكن أيضًا القرويين المتجمعين حول النار، والبرك المجمدة مع المتزلجين، والمنازل والكنائس على مسافة، وكل ذلك ضد خلفية خيالية للجبال المغطاة بالثلوج. جرى تكليف المسلسل في عام 1565 من قبل راعٍ ثري في أنتويرب، نيكلايس جونغيلينك. كانت اللوحات التي رسمها الفنان الفلمنكي بيتر بروغل الأكبر حجمًا، أكبر من لوحات التقويم. قاسوا ما يقرب من ثلاثة أقدام في خمسة أقدام (0.9 × 1.5 متر).
واصل بروغل تصوير الثلج في لوحاته. لقد ابتكر أول مشهد للميلاد يتضمن الثلج، عشق المجوس في منظر شتوي، وهو أيضًا أقدم لوحة معروفة تصور تساقط الثلوج بالفعل. بدأ أيضًا يروج للرسم الشتوي الهولندي. كانت شعبية المناظر الطبيعية في هولندا في جزء منها انعكاسًا للاختفاء الفعلي للرسم الديني في مجتمع بروتستانتي كالفيني الآن، الذي فضل الموضوعات غير الدينية مثل الحياة الساكنة، والرسم الفني، ورسم المناظر الطبيعية. استمر تقليد رسم المناظر الطبيعية في القرن التاسع عشر وتطور إلى مشهد رومانسي. بين عامي 1780 و1820، بعد الرائج الأولي في القرن السادس عشر للمناظر الطبيعية الشتوية الهولندية، أصبحت الموضوعات الشتوية شائعة مرة أخرى. ومع ذلك، أصبحت المناظر الطبيعية الشتوية هذه المرة شائعة في حد ذاتها، إذ خلقت بداية الحركة الرومانسية اهتمامًا جديدًا بالمناظر الطبيعية. هذا الاهتمام الجديد، جنبًا إلى جنب مع تراجع الرسم الديني في القرنين الثامن عشر والتاسع عشر في جميع أنحاء أوروبا، أعطى رسم المناظر الطبيعية لذاته، ليس فقط بوصفه خلفية لمشهد أو مكان، مكانًا أكبر بكثير وأكثر شهرة في التاسع عشر. فن القرن عما كان عليه في وقت سابق.